# Молодёжный (Белгородская область)
Молодёжный — микрорайон посёлка Ровеньки (с 2001), упразднённый в 2001 году посёлок в Ровеньском районе Белгородской области России. Входил на год упразднения в состав городского поселения посёлок Ровеньки.  

## География
Находится в юго-восточной части региона, в лесостепной зоне, в пределах Среднерусской возвышенности, на реке Айдар, к востоку от автодороги 14К-22.

### Климат
Климат характеризуется как умеренно континентальный, с холодной зимой и тёплым засушливым летом. Среднегодовая температура воздуха — 5,9 °C. Средняя температура воздуха самого холодного месяца (февраля) — −8,8 °C; самого тёплого месяца (июля) — 20,4 °C (абсолютный максимум — 38,5 °C). Годовое количество атмосферных осадков — 494 мм, из которых 342 мм выпадает в период с апреля по октябрь.

## История
В 1968 г. Указом президиума ВС РСФСР посёлок Ровеньской РТС переименован в Молодёжный.
Постановлением Белгородской областной Думы от 10.07.2001 № 34 посёлок Молодёжный Ровеньского поселкового округа включён в состав рабочего посёлка Ровеньки и исключён из учётных данных населённых пунктов.

## Инфраструктура
Развито птицеводство (бройлеры).
Действует Ровеньский детский сад № 5.

## Транспорт
Молодёжный доступен автотранспортом. Остановка общественного транспорта «Ровенькиагроснаб».